# مجلس مدينة يريفان
مجلس مدينة يريفان هو هيئة صنع القوانين والقرارات في مدينة يريفان. تضم 65 عضواً ينتخبهم نظام التمثيل النسبي لقائمة الأحزاب، برئاسة رئيس بلدية يريفان. يعمل المجلس بمثابة جهاز رقابي أمام العمدة على شكل حكومة مجلس البلدية.
يقوم المجلس بمراقبة أداء وكالات المدن ويبث في قرارات استخدام الأراضي والتشريعات لمجموعة متنوعة من القضايا الأخرى. كما يتحمل مجلس المدينة وحده مسؤولية الموافقة على ميزانية المدينة ويقتصر كل عضو على ثلاث فترات متتالية في منصبه ويمكنه الترشح مرة أخرى بعد فترة راحة مدتها أربع سنوات